# Холгейт, Роберт
Роберт Холгейт (англ. Robert Holgate; 1481 или 1482 — 15 ноября 1555) — епископ Лландафа, затем архиепископ Йоркский (с 1545 по 1554 год). Он признал Генриха VIII главой Английской церкви.
Хотя он и был протеже Томаса Кромвеля, первого графа Эссекса, Холгейт сделал карьеру в Ордене Гильбертинцев, в котором стал магистром. Большинство гильбертинских домов были небольшими учреждениями, которые должны были быть расформированы по Акту о прекращении религиозных домов 1535 года (только 4 из 26 домов имели годовой доход более 200 ф.ст.). Однако, Холгейту приписывают использование своего влияния для того, чтобы сохранять их еще несколько лет. Например, приорство Молтон, один из небольших гильбертинских домов, был ликвидирован последним в декабре 1539 года, тогда как приорство Семпрингем, дававшее более 200 ф.ст. в год, расформировано в 1538 году.
В 1550 году Холгейт женился на Барбаре Вентуэрт, которой было тогда 25 лет. Однако возможно, что это был их второй брак, предпринятый для придания ему полной законности, а в первый раз Холгейт и Вентуэрт могли быть повенчаны в конце 1547 года Роджером Тонджем. В 1551 году Артур Норман заявил, что уже был женат на Барбаре Вентуэрт, но суд решил, что брак, совершенный когда невесте было 7 лет, не является юридически значимым. Роберт и Барбара были женаты до 1553 года, когда Мария I Английская вскоре после восшествия на престол приказала арестовать Холгейта по многим обвинениям, главным из которых было нарушение священником безбрачия. В 1554 году Холгейт расторг брак, заявив, что заключил его лишь для того, чтобы избежать подозрений в папизме. В январе 1555 года Холгейт был освобожден из тюрьмы, но не был допущен к служению в церкви. В этом же году он скончался.
В 1558 году некий Роберт Холгейт из Йоркшира поступил в Кембриджский университет. Он мог быть сыном Холгейта, поскольку существуют некоторые свидетельства, что у него с Барбарой было двое детей, но достоверных данных по этому поводу нет.